# Sitterviadukt (Autobahn)

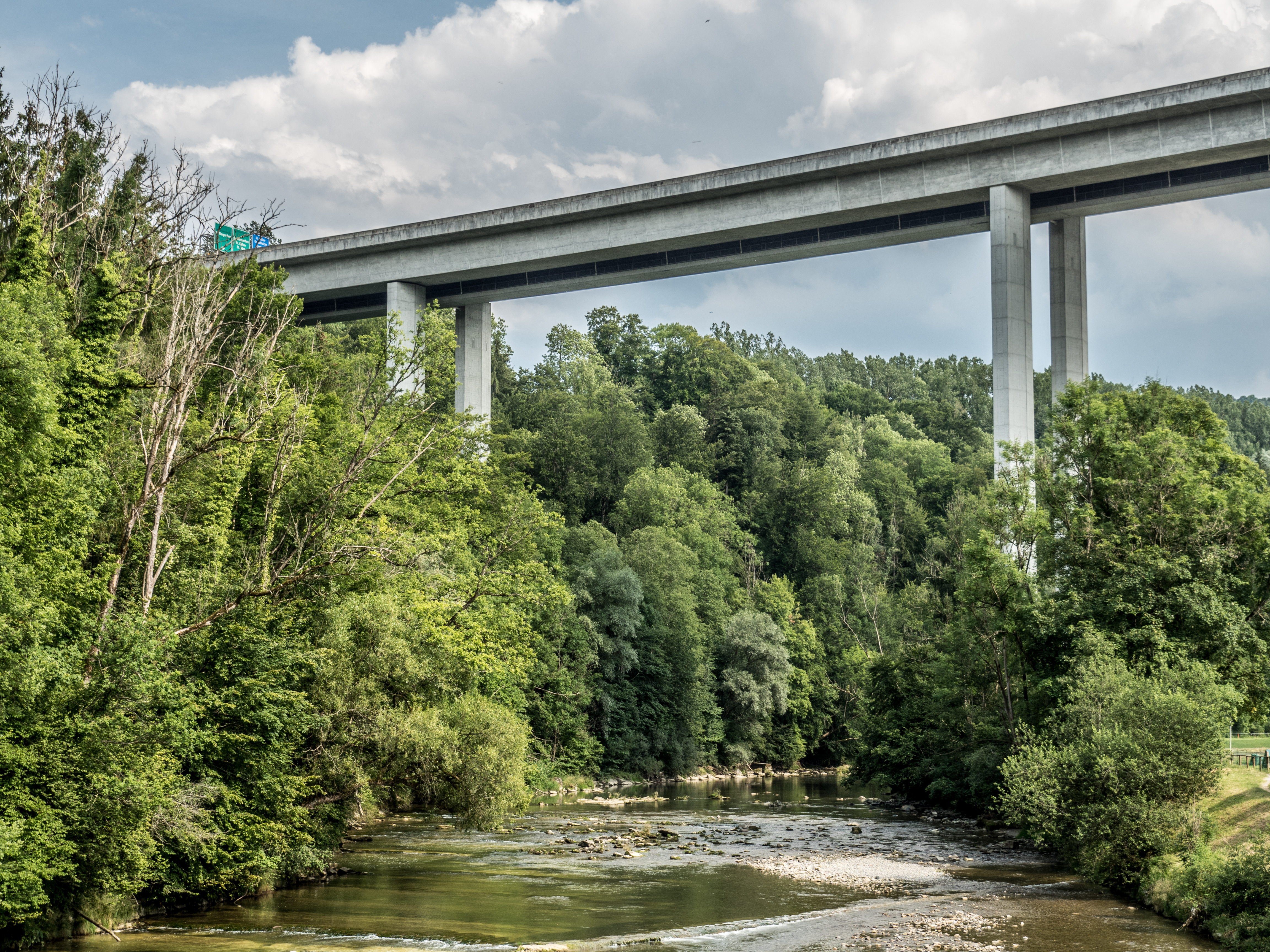
Teilansicht des Viadukts von Nordwesten

Das Sitterviadukt ist die  Autobahnbrücke der A1 über die Sitter bei St. Gallen.
Sie überspannt das Gewässer mit einem zehnfeldrigen, 675 m langen und 80 m weiten Betonbalkenbauwerk. Sie entstand zwischen den Jahren 1980 und 1987. Im Jahresdurchschnitt benutzen nach einer Zählung der Kantonsbehörden St. Gallens rund 72'500 Fahrzeuge täglich den Verkehrsweg an dieser Stelle, was einer 80-prozentigen Auslastung entspricht.
Ein Steg für Fussgänger und Radfahrer ist unter der Brücke aufgehängt und der St. Galler Brückenweg führt am Viadukt vorbei.